# Kute Reje (Linge)
Kute Reje is een bestuurslaag in het regentschap Aceh Tengah van de provincie Atjeh, Indonesië. Kute Reje telt 220 inwoners (volkstelling 2010).